# Васакнос
Васакнос (на литовски: Vasaknos) е село в Утенски окръг, източна Литва. Населението му е 52 души (2011 г.).
Разположено е на западния бряг на река Швянтойи, на 25 km североизточно от Утена и на 35 km югозападно от границата с Латвия. В миналото край селото е имало имение, известно от 1482 година, което днес е разрушено, но е запазен паркът му.